# O Homem dos Olhos Tortos
O Homem dos Olhos Tortos é um filme a preto e branco português dos géneros aventura e policial, realizado por José Leitão de Barros e Luís Reis Santos, e adaptado da obra O Mistério da Rua Saraiva de Carvalho do autor Reinaldo Ferreira. Foi protagonizado por António Sarmento e Álvaro Pereira.

## Elenco
- Alda de Aguiar como Rosa de Coimbra
- Álvaro Pereira como Waldemar Frankel
- António Sarmento como Gil Goes
- Casimiro Tristão como Gato Bravo
- Humberto Miranda como Malas Artes
- Raquel Barros como Margarida Costa
- Raul de Oliveira como Gafanhoto